# Butyrofentanyl
Butyrofentanyl, butyrylofentanyl – organiczny związek chemiczny, pochodna piperydyny, syntetyczny środek przeciwbólowy i anestezjologiczny (analgetyk), choć aktualnie niestosowany w lecznictwie. Jest pochodną stosowanego w analgezji fentanylu i tak jak on jest agonistą receptorów opioidowych μ.